# Botanisches Museum (Oslo)

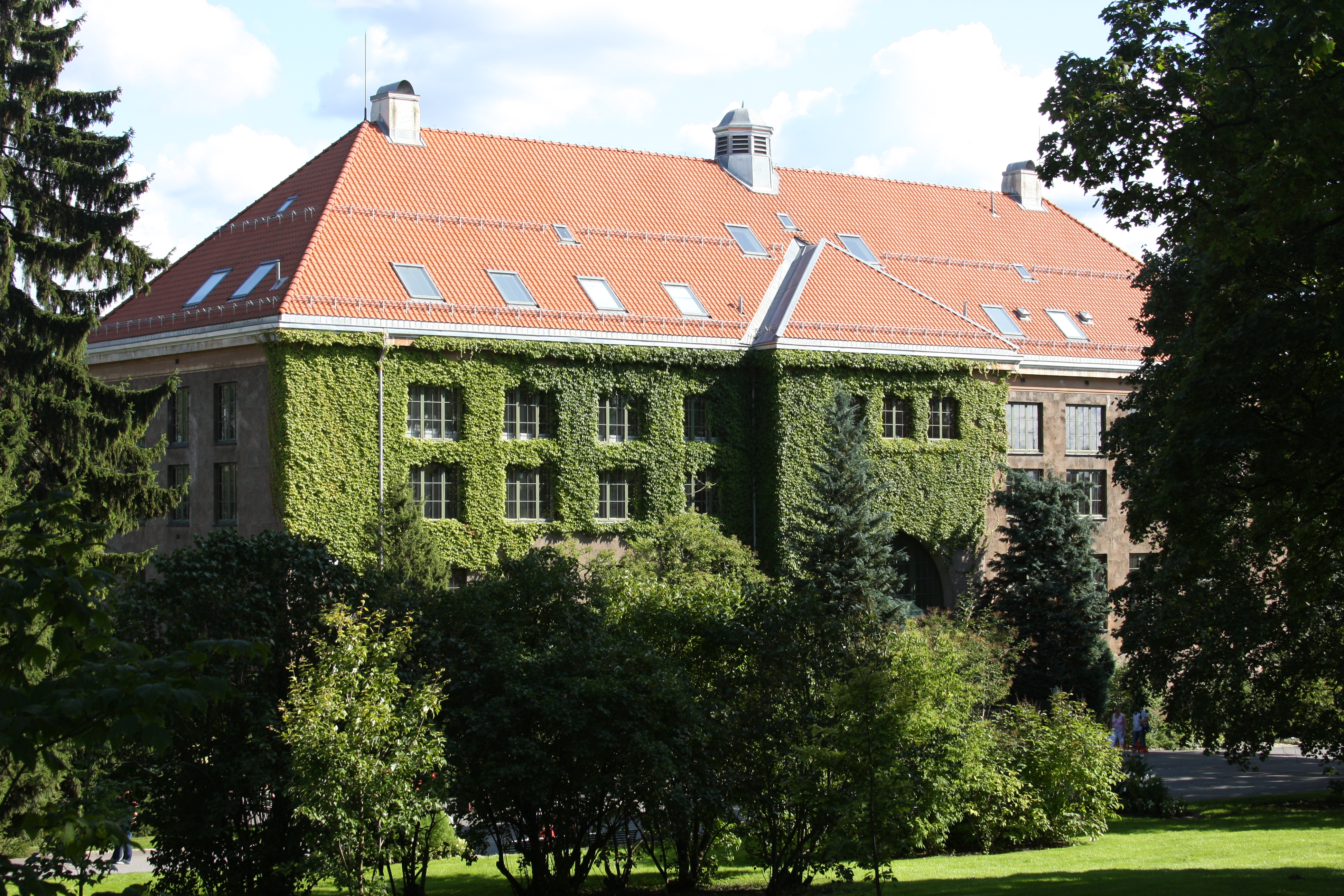
Das Botanische Museum im Botanischen Garten von Oslo

Das Botanische Museum (offiziell: Lids hus) in Oslo (norwegisch Botanisk museum) wurde 1863 auf der Basis  der Sammlungen und der Herbarien von Professor Matthias Numsen Blytt (1789–1862) gegründet. Bis 1913 befand sich das Museum innerhalb des Botanischen Gartens in Oslo und zog 1915 in das jetzige Gebäude im Osloer Stadtviertel Tøyen um. Die Initiative dazu ging von Professor Johan Nordal Fischer Wille sowie von Professor und Rektor Waldemar Christofer Brøgger aus, der auch 1917 Geologisk museum mitgründete. Das Museum wurde 1975 mit dem Botanischen Garten von Oslo zusammengeschlossen.
1999 wurde das Museum ein Teil des Naturhistorisk Museum der Universität Oslo (UiO). Das Botanische Museum ist mit verantwortlich für die wissenschaftlichen Sammlungen der Universität Oslo, wie den Herbarien. Das Museum ist für die Öffentlichkeit normalerweise nicht zugänglich.
Anlässlich des 200. Jahrestages der Universität Oslo wurde das Gebäude des Botanischen Museums am 2. September 2011 offiziell in Lid-Haus (Lids hus) umbenannt, nach dem Paar Dagny Tande Lid und Johannes Lid, die als Künstler bzw. als Wissenschaftler in Norwegen tätig waren.